# Roberto Della Rocca
Roberto Carlo Della Rocca (1948) è un dirigente d'azienda italiano, ferito in un attentato terroristico dalle Brigate Rosse, presidente dell'Associazione italiana vittime del terrorismo.

## Biografia
All'epoca Capo del Personale di uno stabilimento Fincantieri nel porto di Genova. A 32 anni, il 29 febbraio del 1980 a Genova viene ferito gravemente ad una gamba in un agguato terroristico alle spalle avvenuto sotto la propria abitazione, da un commando delle Brigate Rosse. Medaglia d'oro di Vittima del terrorismo. Nell'attentato i terroristi utilizzarono pallottole tagliate, vale a dire esplosive, che frantumarono tibia e perone della gamba sinistra e con numerose schegge metalliche non estraibili se non a rischio di gravi infezioni e ritenuto inoperabile.
Per la ricomposizione delle gravi fratture dovette inevitabilmente trascorrere un lungo anno ingessato, degente tra ospedali e centri di riabilitazione.
Successivamente ha cercato di rimuovere l'episodio del ferimento, cambiando anche diversi posti di lavoro fra Genova e Milano alla fine degli anni '90 entra a far parte di AIVITER, l'Associazione Italiana Vittime del Terrorismo.
Ne diventa prima Coordinatore della Sezione Ligure poi Vice Presidente Nazionale, e successivamente Presidente Nazionale, dando un grande impulso al potenziamento degli Associati, Vittime Italiane del terrorismo di ieri degli anni di piombo e di oggi del terrorismo jihadista e contribuendo all’espansione dell'Associazione su tutto il territorio Nazionale.

## Attività a difesa delle Vittime Italiane del terrorismo
Roberto Carlo Della Rocca, fra le numerose altre attività svolte per AIVITER e le vittime del terrorismo e loro familiari è stato promotore ed estensore della legge quadro 3 agosto 2004, n. 206 “Nuove norme in favore delle vittime del terrorismo e delle stragi di tali matrice” e ne sta seguendo costantemente le successive modifiche attuative e migliorative, supervisonando altresì l’assistenza amministrativa agli associati per i molteplici benefici legislativi.
Ha costituito, in collaborazione con il Dipartimento di Medicina Molecolaree dello Sviluppo della sezione di psichiatria dell’Università di Siena l’Osservatorio Nazionale per le vittime del terrorismo e loro familiari finalizzato alla valutazione clinico-diagnostica e cura del Disturbo Post-Traumatico da Stress (DPTS) patologia di cui sono affetti molte vittime del terrorismo. 
Per quanto attiene alla memoria degli “Anni di piombo”, ha ideato e collaborato alla realizzazione di numerosi docufilm con diverse testate televisive nazionali portando a conoscenza i fatti documentati avvenuti in quegli anni in Italia (1969-1982). Ha così contribuito a dare conoscenza scevra da ogni Ideologia di quei terribili avvenimenti per il corretto inquadramento storico, contesto sociologico. Nei documentari citati e collaborando con giornalisti/scrittori nelle stesura di diversi libri ha contribuito a dare finalmente voce alle vittime dirette e di loro familiari sopravvissuti raccogliendo le loro significative testimonianze.